# Kamarahalli, Gundlupet
Kamarahalli là một làng thuộc tehsil Gundlupet, huyện Chamarajanagar, bang Karnataka, Ấn Độ.